# Forest City, Iowa
Forest City är administrativ huvudort i Winnebago County i Iowa. Vid 2010 års folkräkning hade Forest City 4 151 invånare.